# Antim el Ibérico
Antim el Ibérico (rumano: Antim Ivireanul, georgiano: ანთიმოზ ივერიელი - Antimoz Iverieli; nombre secular: Andria; Georgia, 1650 — septiembre u octubre de 1716) fue un escritor, impresor, grabador, filósofo, calígrafo y teólogo ortodoxo, obispo y metropolitano rumano de origen georgiano. Metropolitano de Bucarest entre 1708 y 1715, y autor de Didahii (Sermones), fue una de las figuras eclesiásticas más importantes de Valaquia, y por tanto de la actual Rumania, además de ser fundador de la primera imprenta en Rumania.

## Biografía
Antim el Ibérico nació en 1650 en la Iberia (Kartli, actualmente localizada en Georgia) en el seno de una familia étnicamente georgiana. Fue hecho prisionero por tropas del Imperio otomano y fue llevado a Constantinopla, en donde sería posteriormente puesto en libertad. Vivió en los alrededores del Patriarcado Ecuménico de Constantinopla, en donde enseñó escultura en madera, caligrafía, pintura, griego, árabe y turco, y en donde fue probablemente ordenado. En 1689 o 1690 el Príncipe Constantin Brâncoveanu solicitó a Antim asentarse en Valaquia, en donde aprendió rumano y eslavo, así como el oficio de la imprenta. En 1691 se le encargó la administración de la nueva imprenta en Bucarest, en donde imprime sus primeros cuatro libros. En 1696 fue designado padre superior (egumeni) del Monasterio de Snagov, a donde traslada la imprenta.
Fue ordenado obispo de Râmnicu Vâlcea en 1705, y el 28 de enero de 1708 fue designado metropolitano de Ungrovlahiei, cargo que ejerció desde el 22 de febrero de ese mismo año. A pesar de ser extranjero, pronto adquirió un profundo conocimiento del rumano, lo que le permitió introducir ese idioma en el seno de la iglesia local para convertirla en su lengua oficial. En 1693 publicó los Evangelios en rumano.
En 1709 Antim fue fundador de la primera imprenta georgiana en Tiflis y enseñó a los georgianos el arte de la impresión, y junto con su pupilo Mihail Ishtvanovitch imprimió los primeros Evangelios georgianos en 1710. Antim publicó además veinticinco libros en rumano, eslavo eclesiástico, griego y árabe, generalmente en ediciones bilingües, como el Misal grecoarábigo de 1702, siendo así el primero en usar la escritura arábiga en Valaquia.
Su obra personal, Didahii, fue una recopilación de sermones con una crítica aguda a los hábitos y moral de los boyares valacos en la cual hace referencia a fuentes cristianas y de la filosofía clásica. El libro es un documento único de la vida social rumana del siglo XVII. Aparte de su quehacer literario, Antim también fue el constructor del Monasterio de Todos los Santos en Bucarest, actualmente conocido como el Monasterio Antim, nombrado así en su honor.
Su abierta oposición a la tutela otomana sobre Valaquia lo hizo un adversario del régimen fanariota. El nuevo príncipe Nicolás Mavrocordatos le encarceló y después exilió al Monte Sinaí. Anim fue capturado por los otomanos durante el viaje y asesinado en algún lugar de la actual Bulgaria. Su cuerpo puedo haber sido desechado en el Maritsa o en el Tundzha. Aún se discute si su asesinato fue ordenado por el mismo Nicolás Mavrocordatos.
En 1992 Antim fue canonizado por la Iglesia Ortodoxa Rumana.

## Obra
- Enseñanzas de Vasile Macedonio a su hijo León (Invăţăturile lui Vasile Macedoneanul către fiul său Leon, 1691, en griego),
- Slujba Sf. Paraschiva şi a Sf. Grigore Decapolitul (1692 , en rumano),
- Evangelio greco-rumano (1693),
- Psaltirea (1694, rumano),
- Antologhionul (1697),
- Mărturisirea ortodoxă a lui Petru Movilă (1699),
- Proschinitarul Sf. Munte Athos (1701, en griego),
- Liturghierul greco-arab (1701, primer libro impreso en árabe en el mundo),
- Evangelio (Evanghelia, 1697, en rumano),
- Acatistul Născătoarei de Dumnezeu (1698, en rumano),
- Carte sau lumină (1699, en rumano),
- Enseñanza cristiana (Învăţături creştineşti, 1700, en rumano),
- Flor de virtud (1701, Floarea darurilor, en rumano)